# Hor-Semataui-pa-chered
Hor-Semataui-pa-chered (auch Harsomtus-pa-chered) ist als altägyptische Gottheit eine Bezeichnung des Harsomtus als Kind des Hor-Behdeti (Horus von Edfu), der als eigenständiger Kindgott erstmals in der griechisch-römischen Zeit belegt ist.

## Ikonografie

### Mammisi von Edfu
Seine ikonografischen Attribute im Mammisi von Edfu sind:
- Nacktes Kind mit Jugendlocke und Finger am Mund
- Nacktes Kind mit Jugendlocke und herabhängenden Armen.
- Thronender Gott mit Doppelkrone und Jugendlocke.
- Nacktes Kind mit Doppelkrone und Finger am Mund.

### Sonstige Darstellungen außerhalb des Mammisis von Edfu
- Nackter Kindgott mit Jugendlocke, Finger am Mund, Hemhem-Krone und Nemes-Kopftuch, wahlweise mit einem Menit oder Sistrum in der Hand.
- In einem Umhang auf einem Podest stehender nackter Kindgott mit der Doppelkrone, Jugendlocke und Finger am Mund
- Falkengestaltiger Gott mit Doppelkrone.
- Mit Atefkrone oder Tatenenkrone oder Amunfederkrone sowie mit Chepreschkrone und Jugendlocke sowie Sonnenscheibe auf dem Kopf. Auf beiden Seiten der Kronen befanden sich Schlangen, Straußenfedern und weitere löwenköpfige Uräen.
- Nacktes Kind mit Jugendlocke und Finger am Mund in einer Barke auf einer Lotosblüte stehend oder in der linken Hand ein Menhit haltend, seltener als Besfigur.

## Mythologische Verbindungen
Hor-Semataui-pa-chered war das neugeborene Götterkind, das Götter und Menschen mit seiner Krone sehen sollen, wie es vor seinen Vater Horus von Edfu tritt. Zudem war er Erbe des Hor-Behdeti.